# La Morsure du lézard
Pour plus de détails, voir Fiche technique et Distribution.
La Morsure du lézard ou Le passage au Québec (Holes) est un film américain réalisé par Andrew Davis et sorti en 2003. Il est adapté du roman Le Passage de Louis Sachar, publié en 1998.

## Synopsis
Au Texas, la famille Yelnats a été maudite, la rendant malchanceuse, attribuant à l'échec de son ancêtre Elya Yelnats à tenir sa promesse à la médium Madame Zeroni il y a des années. Un jour, Stanley Yelnats IV rentre de l'école à pied lorsqu'une paire de chaussures tombe du ciel. Alors qu'il rentre chez lui en courant pour donner à son père une nouvelle paire de chaussures de travail, il est arrêté par la police. Il est ensuite condamné à tort pour avoir volé une paire de baskets qui ont été données à une œuvre caritative par le joueur de baseball Clyde "Sweet Feet" Livingston et est condamné à 18 mois à Camp Green Lake, un camp de détention pour mineurs, au lieu de la peine de prison.
Il arrive et découvre que le camp est un lac asséché géré par la gardienne, Louise Walker, son assistant M. Sir et le conseiller du camp, Dr Kiowa Pendanski. Les prisonniers connus sous leurs surnoms, dont Zero, Zig-Zag, Armpit, Squid, X-Ray et Magnet, passant chaque jour à creuser des trous dans le désert; ils peuvent gagner un jour de congé si les détenus trouvent quelque chose d'intéressant. Une nuit, M. Sir sauve Stanley d'un lézard à points jaunes, prévenant que cet animal est agressif, venimeux et mortel. Après avoir trouvé un tube de rouge à lèvres doré paraphé KB et un fossile, Stanley est accepté dans le groupe et reçoit le surnom d'homme des cavernes (Caveman).
Après avoir été blâmé pour le vol par Magnet des graines de tournesol de M. Sir, Stanley est emmené dans la cabine du directeur où de vieilles affiches de recherche et des journaux l'amènent à se rendre compte que "KB" signifie Katherine "Kissin' Kate" Barlow, une institutrice devenue hors-la-loi dans le passé. Walker demande à Stanley de prendre sa boîte de vernis à ongles et mentionne qu'elle contient du venin de serpent à sonnette. Après que Stanley et M. Sir aient expliqué ce qui s'est produit concernant le vol des graines de tournesol, Walker attaque M. Sir avec ses ongles couverts de son vernis empoisonné, et demande à Stanley de retourner dans son trou.
L'histoire de Camp Green Lake est révélée dans une série de flashbacks : au XIXe siècle, Green Lake est une communauté florissante au bord d'un lac. Barlow est impliqué dans un triangle amoureux avec le riche Charles "Trout" Walker, que Barlow rejette, et un Afro-Américain vendeur d'oignons nommé Sam, dont Barlow tombe amoureux. Une nuit, Walker, jaloux, et les citoyens de la ville brûlent l'école et tuent Sam. En représailles, Barlow tue le shérif local qui a ignoré ses appels à l'aide et devient une hors-la-loi traquant les hommes de Walker; à un moment donné, elle vole un coffre d'or à Stanley Yelnats I, le fils d'Elya. Vingt ans plus tard, les Walker, désormais en faillite, traquent Barlow et lui demandent de remettre son trésor. Barlow refuse et leur dit de creuser pour le trésor, Barlow meurt d'une morsure de lézard et les Walkers se mettent à creuser pour le trésor.
Dans le présent, Dr Pendanski se moque de Zero, dont le nom est en réalité Hector Zeroni, ce dernier frappe Dr Pendanski avec une pelle et s'enfuit. Après quelques délibérations, Stanley cherche Hector. Les deux amis ont du mal à survivre dans le désert sans eau. Finalement, Stanley transporte Hector, maintenant malade, sur la montagne où ils trouvent un champ d'oignons sauvages et une source d'eau, les aidant à reprendre des forces. Dans le même temps, Stanley remplit sans le savoir la promesse de son ancêtre à la médium et brise la malédiction. Alors qu'il campait sur la montagne, Hector dit à Stanley qu'il a volé les baskets de Livingston et les a jetées par-dessus le pont pour échapper à la police, seulement pour qu'elles frappent par inadvertance la tête de Stanley. Hector s'excuse auprès de Stanley mais ce dernier lui dit qu'il n'est pas fou et que toute cette épreuve était le destin. À la maison des Yelnats, Stanley Yelnats III a percé le mystère de guérir la bromodose, en utilisant comme ingrédients des pêches et des oignons.
De retour au camp, Stanley et Hector enquêtent sur le trou où Stanley a trouvé le rouge à lèvres et découvrent un coffre avant qu'ils ne soient découverts par Walker, M. Sir et Dr Pendanski. Ils se rendent vite compte que Walker, qui est la petite-fille de Trout, utilise les détenus pour rechercher le trésor de Kate Barlow. Les adultes sont incapables de voler le coffre que les garçons ont déterré, car le trou est rempli de lézards à taches jaunes, passifs envers Stanley et Hector en raison des oignons qu'ils ont mangés plus tôt. Les adultes décident d'attendre le matin, lorsque les lézards se retireront à l'ombre.
Le lendemain matin, le procureur général et l'avocat de Stanley arrivent, accompagnés des US Marshals, et découvrent que le coffre que Stanley a trouvé appartenait à son arrière-arrière-grand-père homonyme. Walker, M. Sir (qui se révèle être un criminel en liberté conditionnelle nommé Marion Sevillo) et Dr Pendanski (qui est un criminel se faisant passer pour un médecin) sont arrêtés. Stanley et Zero sont libérés, le reste des garçons sont envoyés dans de vrais conseillers pour le reste de leur peine, et il pleut à Green Lake pour la première fois depuis plus de 100 ans. La famille Yelnats revendique la propriété du coffre qui contient des bijoux, des actes et des billets à ordre, qu'ils partagent avec Hector, qui l'utilise pour engager des détectives privés pour retrouver sa mère disparue, et les deux familles vivent une vie de facilité financière en tant que voisins.

## Fiche technique
- Titre : La Morsure du lézard
- Titre québécois : Le passage
- Titre original : Holes
- Réalisation : Andrew Davis
- Scénario : Louis Sachar, adapté de son propre roman Le Passage (Holes)
- Direction artistique : Andrew Max Cahn
- Musique : Joel McNeely
- Décors : Maher Ahmad
- Costumes : Aggie Guerard Rodgers
- Photographie : Stephen St. John
- Montage : Thomas J. Nordberg et Jeffrey Wolf
- Production : Lowell D. Blank, Andrew Davis, Mike Medavoy et Teresa Tucker-Davies
  - production associée : Clark Henderson
  - Production déléguée : Marty P. Ewing et Louis Phillips
- Société de production : Walt Disney Pictures, Walden Media, Chicago Pacific Entertainment, Phoenix Pictures, Blue Rider Pictures[2] et Green Lake Productions[2]
- Distribution : 
  - France : Gaumont Buena Vista International[2]
- Budget : 30 millions de USD[3].
- Pays de production :  États-Unis
- Format : couleur - Son : Dolby Digital, DTS, SDDS - 1,85:1 - 35 mm
- Genre : comédie dramatique, aventure, néo-western
- Durée : 117 minutes
- Dates de sortie[1] :
  - États-Unis et Canada : 11 avril 2003 (Première) puis 18 avril 2003 pour la sortie nationale
  - France : 29 octobre 2003
  - Belgique : 18 février 2004
  - Suisse romande : non sorti[4]

Source : Imdb

## Distribution
- Sigourney Weaver (VF : Tania Torrens et VQ : Anne Caron) : Warden Walker
- Jon Voight (VF : Michel Fortin et VQ : Manuel Tadros) : Marion Sevillo / 'M. Sir' / M. « Monsieur »
- Tim Blake Nelson (VF : Laurent Natrella et VQ : Luis de Cespedes) : Dr Pendanski / « Maman »
- Shia LaBeouf (VF : Mathieu Laurent et VQ : Frédéric Millaire-Zouvi) : Stanley Yelnats IV / 'Caveman'
- Henry Winkler : Stanley Yelnats III
- Nathan Davis : Stanley Yelnats II
- Allan Kolman : Stanley Yelnats I
- Khleo Thomas (VQ : Xavier Dolan) : Hector 'Zero' Zeroni
- Jake M. Smith (VF : Lazare Herson-Macarel et VQ : Xavier Morin-Lefort) : Alan / 'Squid'
- Byron Cotton (VF : Cyrille Bonnet et VQ : Olivier Visentin) : Theodore / 'Armpit' / « Aisselles »
- Brenden Jefferson (VF : Jean-Philippe Morin et VQ : Sébastien Reding) : Rex / 'X-Ray'
- Allison Smith : Linda Walker
- Miguel Castro (VF : Vincent Beuilacquia et VQ : Hugolin Chevrette) : José / 'Magnet'
- Max Kasch : Ricky / 'Zigzag'
- Noah Poletiek : Brian / 'Twitch'
- Zane Holtz : Lewis / 'Barfbag'
- Steven Kozlowski : Lump
- Roma Maffia (VF : Frédérique Cantrel) : Atty. Carla Morengo
- Patricia Arquette (VF : Laurence Crouzet) : Miss Kathryn 'Kissin' Kate' Barlow
- Ray Baker : l'assistant de l'avocat général
- Eartha Kitt : Madame Zeroni
- Bruce Ramsay : Procureur

- Version française
  - Studio de doublage : Dubbing Brothers
  - Direction artistique : Isabelle Brannens
  - Adaptation : Linda Bruno

## Distinctions[6]

### Récompenses
- 2002 : California on Location Award de la Production de l'année
- 2003 : California on Location Award pour Location Professional of the Year pour Mark Benton Johnson
- 2003 : Sierra Award du meilleur film familial

### Nominations
- 2003 : Artios Award dans la catégorie meilleure distribution pour un film de comédie
- 2004 : Critics Choice Award dans la catégorie meilleur film familial
- 2004 : MTV Movie Award dans la catégorie Breakthrough Male Performance pour Shia LaBeouf
- 2004 : Phoenix Film Critics Society Award dans la catégorie meilleur film d'action familial
- 2004 : Young Artist Award dans les catégories meilleur film familial, meilleur acteur pour Shia LaBeouf, meilleur acteur dans un second rôle pour Noah Poletiek et meilleur acteur dans un second rôle pour Khleo Thomas

## Autour du film
Le scénariste et écrivain du roman adapté, Louis Sachar, joue dans ce film le personnage de M. Collingwood.